# Qanāt-e Mīrzā Jalīl
Qanāt-e Mīrzā Jalīl (persiska: قَناتِ ميرزا جَليل) är en ort i Iran.   Den ligger i provinsen Västazarbaijan, i den nordvästra delen av landet, 700 km nordväst om huvudstaden Teheran. Qanāt-e Mīrzā Jalīl ligger 1 222 meter över havet och antalet invånare är 602.
Terrängen runt Qanāt-e Mīrzā Jalīl är varierad. Runt Qanāt-e Mīrzā Jalīl är det ganska tätbefolkat, med 75 invånare per kvadratkilometer. Närmaste större samhälle är Qarah Ẕīā' od Dīn, 6,5 km norr om Qanāt-e Mīrzā Jalīl. Trakten runt Qanāt-e Mīrzā Jalīl består i huvudsak av gräsmarker.